# Eudontomyzon
Eudontomyzon is een geslacht van kaakloze vissen uit de  familie van de prikken (Petromyzontidae).

## Soorten
- Eudontomyzon danfordi Regan, 1911
- Eudontomyzon mariae (Berg, 1931)
- Eudontomyzon morii Berg, 1931
- Eudontomyzon stankokaramani Karaman, 1974
- Eudontomyzon vladykovi Oliva & Zanandrea, 1959